# 潘炳烈

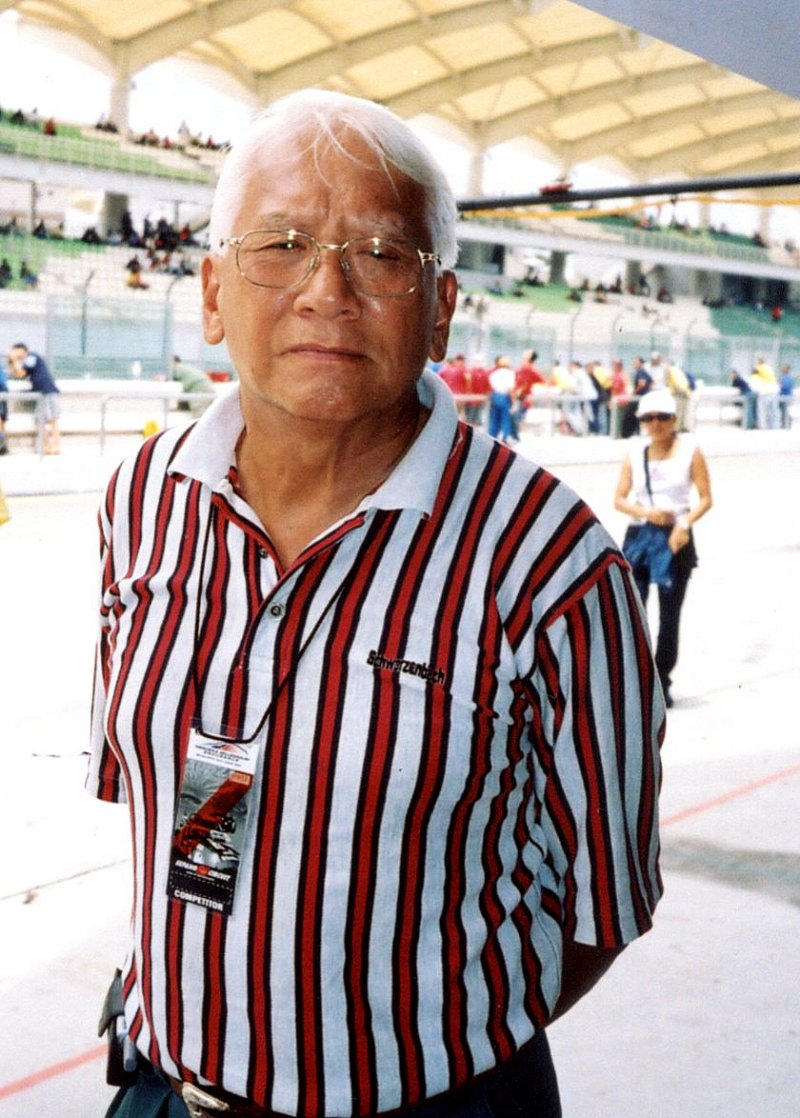
2003年潘炳烈於馬來西亞雪邦國際賽道。

潘炳烈（Albert POON Bing Lit，1936年1月5日—），是「香港賽車之父」及香港社交界名人黃夏蕙的現任丈夫。潘炳烈是亞洲賽車手中的冠軍人物。在澳門、馬來西亞、新加坡、菲律賓、泰國和印尼贏得錦標及賽事眾多。他曾駕駛凱旋（Triumph）TR3、積架（Jaguar）EType、蓮花（Lotus）23B、蓮花（Lotus）Cortina、愛快羅密歐（AlfaRomeo）GTAM、百拉咸（Brabham）BT30二級方程式、Chevron二級方程式、保時捷（Porsche）和福特（Ford）SierraRS500 等。  
潘炳烈正職是警察，更位至警司，甚至做過港督貼身保鑣。
潘炳烈自1959年開始征戰東望洋跑道，潘炳烈說道：「每年都是非常難忘的。當我（在1958年第一次）看比賽時，我就說『我有能力參加比賽。』，然後我便參加了之後一年的比賽。第一次參賽後，我就知道這和我想像的完全不一樣。我當年所使用的是非常普通的TR2，然後我就學到了改裝。我自己動手改，因為當時沒有雜誌，也沒有人教你應該如何做，所以一切都是靠自己。」
1964年，潘炳烈代表夏巴車隊駕駛蓮花23B賽車贏得第十一屆澳門格蘭披治大賽車，更以3分05秒40創造出新的大會最快圈速紀錄。成為首位贏得這項賽事的香港華人。
1965年4月14日，潘炳烈駕駛69號蓮花23B賽車，經過60圈的比賽，贏得第四屆馬來西亞大賽車冠軍銀杯及三千元獎金。潘炳烈也奪得1600-2001cc級的轎車賽冠軍和最高圈速獎。同年6月，潘炳烈接受邀請參加在吉隆坡舉行的東姑阿都拉曼大賽車。主辦單位負責他的來回機票、膳食和住宿費用。另外福特汽車公司向他發出一千元的酬金，希望他使用柯丁那(Cortina)賽車參賽。7月，潘炳烈因為不獲署理警務署長戴磊華批准請假45天參加吉隆坡大賽車及在賽車後前往英國送其兒子往讀法律，而辭去警察職務。
1966年，潘炳烈以一部蓮花23取得一席亞軍之後，潘炳烈創下了另一項紀錄，成為歷年來獲獎最多的車手。1968年，潘炳烈在比賽大部份時間都處於領先位置，但由於在第35圈時排檔出現故障，於是把冠軍拱手讓給駕駛百拉咸F2的新加坡車手布素。
1967年9月10日，潘炳烈駕駛66號愛快羅密歐1750cc賽車，以46分47.5秒完成25圈的柔佛大獎賽的轎車及旅行車賽，奪得冠軍。他在第2圈創下的1分50秒正的圈速，擦新了轎車第四級的最快圈速紀錄。
作為1968年澳門格蘭披治大賽的賽前大熱，潘炳烈駕駛心愛的百拉咸愛快羅密歐賽車，於三席一排的發車格上以首排出發，旁邊是兩輛分別由日本車手望月治(Osamu Mochizuki)和益子治(Osamu Masuko)駕駛的二級方程式賽車。當望月治於葡京彎偏離賽道後，潘炳烈升至帶頭位置。然而，潘炳烈不幸與套圈車手發生擦撞，失去賽車鼻翼，而變速箱亦失去第二和第三擋，故立即降至第二位，排在益子治之後。然而在31圈後，由於益子治連續兩次返回維修區，潘炳烈立即重新領跑，並獲得現場55,000位車迷的掌聲。不幸的是，該屆澳門格蘭披治大賽車的冠軍並不屬於潘炳烈。在第35圈，他的變速箱徹底損壞，被迫退賽。第15屆澳門格蘭披治大賽車最終由英國車手布素（Jan Bussell）摘桂，印尼車手艾利阿文（Hengkie Iriawan）和澳洲車手般尼荷森（Max Brunninghausen）分別奪得亞軍和季軍。
1970年9月5日，潘炳烈在莎亞南賽車場舉行的馬來西亞大賽車轎車三十圈賽中，以49分15秒的成績奪得冠軍，撃敗日本名將長谷見昌弘和都平健二。他同時創下了比賽的最快圈速1分27秒2。潘炳烈除了獲得冠軍獎金800元和獎杯之外，也獲得分組獎金100元和另一獎杯。
1971年9月6日，潘炳烈駕駛其愛快羅密歐GTA賽車，力壓另外18名車手，以41分1.3秒奪得馬來西亞轎車25圈賽冠軍錦標。
1974年4月7日，潘炳烈駕駛百拉咸BT40 1,598cc賽車，在沙阿南賽車場以1小時12分17.8秒的成績完成50圈的比賽，奪得馬來西亞大賽車的冠軍錦標，潘炳烈在賽後獲得雪州王儲贈送花環，此外也獲得了五千元的現金獎。
同年9月7日，潘炳烈駕駛其66號愛快羅密歐賽車，在馬來西亞雪蘭莪大賽車中的有等級汽車三十圈賽中獲得亞軍。
潘炳烈也曾經參加1973年新加坡大獎賽、1976年印尼大獎賽、1994年亞太房車錦標賽和1997年澳洲超級房車錦標賽…等等。
2003年11月9日，67歲的潘炳烈，以事實證明技術依然。他在澳門舉行的迷你車迷會杯以壓倒性優勢奪取冠軍，以總時間32分14秒899完成賽事，比亞軍車手馮國成快超過20秒衝線。
2007年3月19日，在珠海國際賽車場舉行的迷你车赛中，香港老将潘炳烈在这场10圈比赛的前9圈一直领先，可是在最后阶段却因为战车的推杆发生故障而导致车速减慢，而且更遭张国良越过。最終潘炳烈获得亚军。
2013年，潘炳烈以77歲高齡參加蓮花大中華盃。6月22日至23日於廣東國際賽車場舉行首站（兩回合）賽事，11月在澳門舉行最後一回合。11月，在澳門大賽車中，第7位起步的潘炳烈戰至第3圈已進佔第3，期間不斷向第2位的拿縱進攻，戰至第7圈葡京彎，潘炳烈成功超越拿縱進佔第2，但拿縱並無收慢，結果撞到潘炳烈車尾，令其戰車失控撞欄退賽，不過仍然獲賽會頒發貢獻獎。

## 家庭生活
2016年1月5日，黃夏蕙為潘炳烈擺80歲大壽壽宴，筵開80圍，洪金梅和苟芸慧等到賀。黃夏蕙送了枚價值數十萬的金鑽勞力士腕表給潘炳烈。
2019年12月19日，黃夏蕙為她的丈夫潘炳烈提早慶祝84歲生日，同時兼慶二人結婚36周年。

## 外部連結
- Albert Poon （页面存档备份，存于） Super Touring Register
- Albert Poon （页面存档备份，存于） 車手數據庫

## 外部參考
1. ↑  . 《東方日報》. 2016-01-06  [2016-01-05]. （原始内容存档于2019-11-14）.
2. ↑  .   [2013-05-30]. （原始内容存档于2016-09-20）.
3. ↑   潘炳烈香港賽車手，黃夏蕙認他是「老公」，胡百全是男友。
4. ↑  . 東周刊. 2016年8月15日  [2020年6月8日]. （原始内容存档于2020年6月8日）.
5. 1 2   (PDF). Macau Grand Prix Gazette ISSUE 1 2018. 2018  [2020-06-11]. （原始内容存档 (PDF)于2020-06-11）.
6. ↑  . 正報. 2013年10月26日  [2020年6月17日]. （原始内容存档于2020年6月17日）.
7. ↑  . 南洋商报. 1965-04-14  [2020-06-09]. （原始内容存档于2020-06-10）.
8. ↑  . 南洋商报. 1965年6月5日  [2020年6月9日]. （原始内容存档于2020年6月10日）.
9. ↑  . 星洲日報. 1965年7月3日  [2020年6月9日]. （原始内容存档于2020年6月11日）.
10. ↑  . 澳門格蘭披治大賽車檔案館.   [2015年2月27日]. （原始内容存档于2016年3月4日）.
11. ↑  . 南洋商报. 1967年9月10日  [2020年6月9日]. （原始内容存档于2020年6月12日）.
12. ↑  . 南洋商报. 1970年9月6日.
13. ↑  . 南洋商报. 1971年9月6日  [2020年6月9日]. （原始内容存档于2020年6月11日）.
14. ↑  . 星洲日報. 1974年4月9日  [2020年6月9日]. （原始内容存档于2020年6月11日）.
15. ↑  . 南洋商报. 1974年9月8日  [2020年6月9日]. （原始内容存档于2020年6月12日）.
16. ↑  . 東方日報. 2003年11月10日  [2020年6月9日]. （原始内容存档于2020年6月9日）.
17. ↑  . 新浪体育. 2007-03-20  [2020-06-09]. （原始内容存档于2020-06-09）.
18. ↑  . 頭條日報. 2013年6月20日  [2015年2月27日]. （原始内容存档于2015年2月27日）.
19. ↑  . 東方日報 (香港). 2013年11月17日  [2015年2月27日]. （原始内容存档于2019年12月2日）.
20. ↑  . 明報. 2016年1月7日  [2020年6月9日]. （原始内容存档于2016年1月12日）.
21. ↑  . 經濟日報. 2019年12月20日  [2020年6月8日]. （原始内容存档于2020年6月8日）.